# Wolfgang Burr (Jurist)
Wolfgang Burr (* 28. Dezember 1939 in Tübingen; † 15. Januar 2017 in Bonn) war ein deutscher Jurist und Beamter.
Als Sohn des Althistorikers Viktor Burr (1906–1975) und dessen Frau Emma Burr geb. Neukamm (1911–1992) wuchs Wolfgang Burr in seiner Geburtsstadt Tübingen und später in Bonn auf, wo er am Beethoven-Gymnasium sein Abitur ablegte. Anschließend diente er zunächst der Bundeswehr, der er ein Leben lang – zuletzt als Major der Reserve – verbunden blieb. Nach einem Studium der Rechtswissenschaften und Geschichte in München und Bonn, Promotion und Rechtsreferendariat trat er 1970 in das Bundesministerium für Wirtschaft ein. Abordnungen erfolgten an die Ständige Vertretung der Bundesrepublik Deutschland bei der OECD in Paris und von 1973 bis 1977 an die Deutsche Botschaft in Neu Delhi. Von 1977 bis 1982 war er für die CDU/CSU-Bundestagsfraktion tätig. Auf den Regierungswechsel im Herbst 1982 berief ihn Helmut Kohl zum Leiter des Kanzlerbüros. Nach weiteren Verwendungen im Bundeskanzleramt wechselte er 1989 in das Bundesministerium der Verteidigung, wo er zuletzt als Abteilungsleiter tätig war und Anfang 1993 als Ministerialdirektor in den einstweiligen Ruhestand versetzt wurde.
Seine Arbeit fand ihre Anerkennung in zahlreichen Auszeichnungen, darunter das Bundesverdienstkreuz am Bande und der Orden der Weißen Rose der Republik Finnland. Unter seinen vielen ehrenamtlichen Tätigkeiten ist sein Engagement für die Stadt Ellwangen (Jagst), in der er beigesetzt wurde, sowie für den Verband der Wissenschaftlichen Katholischen Studentenvereine Unitas, die Katholische Akademikerarbeit Deutschlands, die Deutsch-Indische Gesellschaft, die Deutsche Afrika Stiftung und den Rotary-Club Bonn-Rheinbrücke besonders hervorzuheben. Er gehörte zudem als Familiare dem Deutschen Orden an, bei dem er von 2004 bis 2007 das Amt des Deutschherrenmeisters innehatte.